# L'Assassinat d'Henri III

L'Assassinat d'Henri III est un film muet français réalisé par Henri Desfontaines et Louis Mercanton sorti en 1911.

## Fiche technique
- Réalisation : Henri Desfontaines, Louis Mercanton
- Pays : France
- Format : Muet - Noir et blanc
- Durée : inconnue
- Date de sortie : 
  - France : 1911

## Distribution
- Henri Desfontaines
- Gaston Roudès
- Jeanne Grumbach
- Constant Rémy
- Germaine Dermoz